# 장음부
장음부(일본어: 長音符 조온푸[*]), 장음부호(長音符号 조온후고[*]), 장음기호(長音記号 조온키고[*]) 또는 온비키(音引き 온비키[*])는 'ー'처럼 써서 나타내는, 일본어의
기호(문장부호)의 하나. 보비키(棒引き 보비키[*])이라고도 한다. 또, 흔히 노바시보(伸ばし棒 노바시보[*])라고도 불린다. 한자 JIS에 있어서의 이름은 KATAKANA-HIRAGANA PROLONGED SOUND MARK이다.
가나와 같이 사용되고, 직전의 가나에서 표기되는 모라에 1모라(장음)을 더해, 직전의 가나의 모음을 보통의 배인 2모라로 늘이는 것을 나타낸다. 그 경우, 음소의 하나로 직전의 글자와 같이 1개의 음절을 구성하고, 직전의 글자의 모음은 장모음이 된다. (다만, 직전의 가나가 'ん'의 경우에는, ん을 2모라로 늘인다.)

## 장음의 표기방법과 장음부

### 가타카나 표기
장음부는 주로 가타카나로 외래어(예: テーブル)나 의음·의성어(예: ニャーン, シーッ)의 장음을 표기할 경우에 사용된다. 현대의 일본어 표기에서는 외래어나 의음·의성어 이외에서 가타카나를 사용할 경우에는 제한이 있지만, 외래어나 의음·의성어 이외에는, 가타카나 표기였어도 원칙으로서 장음부는 사용하지 않고, 아래의
히라가나와 마찬가지의 방법으로 장음을 표기한다(예: シイタケ、フウトウカズラ、セイウチ、ホウセンカ、オオバコ). 한편으로 ヒコーキ, ケータイ등과 같이 장음부를 사용하는 방법이 기준이 되어있는 말도 있다.

### 히라가나 표기
히라가나에서는 통상, 장음부는 사용되지 않고, 현대 가나 사용법에 기초로 둔 다른 방법으로 장음을 나타낸다(예: かあさん, にいさん, すうじ、ねえさん, けいさん, とうさん, そのとおり). 다만, 비표준이지만 감동사(예: 「ああ」 대신에 「あー」, ありゃー), 의음·의성어(예: どすーん, そーっ, あーん)이나 방언·속어(예:てめー, あぶねーっ!, あちー) 어조의 강조에 의한 장호(예: ながーい, よーく, たかーい)의 표기 등에 히나가나로도 장음부가 사용되는 것이 있고, 특히 만화의 손으로 쓴 글자에 많이 쓰인다.

### 후리가나의 상황
2022년 1월 11일에 통지된, '공용문 작성의 사고방식'(공용문 작성의 요령의 개정판)에서는, 가타카나로 표기된 인명, 지명, 외래어의 장음에 히라가나로 후리가나를 붙일 필요가 있는 경우에는 편의상 장음 부호를 그대로 사용해도 좋고, 다음의 예를 들었다.
- リチャード（りちゃーど）
- メアリー（めありー）
- デンマーク（でんまーく）
- ポーランド（ぽーらんど）
- サービス（さーびす）
- テーマ（てーま）
  - (주) 괄호 안의 히라가나는 외래어 위에 붙여야 하는 후리가나의 표기다.

### 한자음의 후리가나
한자음을 나타내는 후리가나의 경우, 현대적인 중국어 등의 발음에서는 가타카나 표기로 장음부를 사용하지만, 그것과는 다른 일본 한자음에서는 가타카나 표기, 히라가나 표기의 어느 경우도 원칙으로서 장음부는 사용하지 않고, 위의 현대 가나 사용법에 기초로 둔 방법으로 장음을 나타낸다.

### 로마자 표기
ア단, イ단, エ단의 장음은 헵번식에서는 각각 "aa, ii, ei"로 표기하고, 훈령식에서는 곡절 부호를 이용하여 표기 한다 .
로마자에서 장음부에 해당하는 것은 없다. 그 대신 장음을 나타내는 철자법은 몇가지가 있다. 예로서 「도쿄」의 로마자 표기를 든다.
ウ단, オ단의 장음의 표기는 몇 가지 있다. 예로서 '도쿄'의 로마자 표기를 든다. 이 중 2.와 4.(대문자만)이 내각 고시에 있어서의 공식의 표기인 1.이나 3.의 표기도 널리 사용되고 있다.
1. 모음자 위에 마크론을 붙인다. (헵번식) 예: Tōkyō
  - 역명·지명 표기에는 이 표기가 많이 사용된다.
  - 많은 컴퓨터 환경에서 입력이 매우 번거롭다. 예를 들어 macOS에서는 'Option + I'를 누른 다음 A, I, U, E, O 키를 누른다.
  - 현대 가나 사용법과 차이점이 크다.(1900년대에 고안되었다 좌절된 보비키 가나 사용법에 가깝다.)[6]
2. 모음자 위에 곡절 부호를 붙인다. (소위 훈령식) 예: Tôkyô
  - 각종 공식 규격에서는 일반적인 표기법이지만 고유명사에 훈령식을 사용하는 것 자체가 드물다.
  - 전항 유사의 문제가 있다.
3. 장음을 무시하기. 예 : Tokyo
  - 특수 기호를 사용하지 않는 표기로서 일반적이며, 헵번식에서 마크론을 제외한 것은 도로 표지판나 역명 표시, 도메인명을 비롯해, 공공기관에 의한 외국인용 안내 등에도 사용되고, 사용 예는 일일이 열거할 수 없을 정도로 많다. 1.과 같은 장음을 표기한 안내 표시판을 갱신시 장음을 무시한 것으로 변경하는 예도 볼 수 있다.(도쿄 메트로 등 ) 여권의 '헵번식'에 의한 성명 표기에는 원칙적으로 이 수단에 의한 것이 요구된다.
  - 보통음과의 구별이 안 되기 때문에,  잘못 읽어지는 것이 있으므로 주의가 필요. (예: 「ほこ」(矛)・「ほうこ」(宝庫)・「ほこう」(歩行)・「ほうこう」(方向)는 2의 표기에서는 각각 Hoko・Hōko・Hokō・Hōkō로 구별이 되지만, 이 표기에서는 모든 것이 Hoko가 되어서, 구별이 되지 않는다.)
4. 같은 모음자를 연속해서 쓴다. (대서법, JSL romanization) 예: Tookyoo
  - 특수 기호를 사용하지 않고 장단의 구별이 가능하고 편리하지만 별로 사용되지 않는다. 특히, "oo"는 영어에서는 「ウー」라고 읽어지는 것이 많아 Tookyoo(東京)를 トゥーキュー로 오독하는 문제가 있다.
  - 현대 가나 사용법과 차이가 크다.
  - 문자가 연속하는 것에 대한 가독성, 심미성의 문제가 있다.[7]
5. h를 모음자에 후속된다. 예: Tohkyoh
  - 독일어 표기풍이여도, 여권용의 로마자에 허용되는 철자법의 하나. 뒤에 모음이나 "y"가 연속해올 경우는, は행과의 혼동을 피하기 위해서 하이픈이나 아포스트로피를 넣는 것이 바람직하다. 예: choh-on, choh'on(장음)
  - 고유명사의 オ단 장음에 한해서는 자주 보인다. 그 이외의 경우에는 다른 방법에 의하는 것이 일반적이다.
6. 현대 가나 사용법을 그대로 로마자로 철자한다. 예: Toukyou
  - 비표준적인 표기이지만 현대 가나 사용법에 익숙한 사람에게는 직관적으로 사용하기 쉽고, 컴퓨터의 로마자 입력과 같은 방식이기도 한 것으로부터, 컴퓨터의 보급과 함께 여러 가지로 쓰이는 경향이 있다.
  - 영어 화자에게 アウ, 프랑스어 화자에게 ウ에 가까운 발음이 될 수 있다.[8][9]
7. 모음자 뒤에 하이픈(-)을 쓴다.  예: To-kyo-
  - 비표준적인 방법으로, 일본어 입력 불가능한 채팅 등을 제외하고 드문 표기이지만, 극히 드물게 정식 명칭으로서 사용되는 경우도 있다. 하이픈이 장음표와 비슷하기 때문에 오용될 수도 있다. 어미의 하이픈을 생략하고 To-kyo라고 표기하는 방법도 있다.

정확하게 로마자로 표기한 뜻으로 전하고 싶은 경우에는, 규격으로서 정해진 1 혹은 2의 방법 수단을 취하는 것이 무난하지만,  입력의 어려움 때문에 다른 방식이 사용되는 경우가 매우 많다.

## 파형 등의 변형 표현 수법

### 복수의 장음부에 의한 길이의 표현
장음부를 복수로 연속되어서 길이를 표기하는 것이 있다. 또, 악보에서는 뻗어 있는 음표의 가사에 「ー」를 계속해 쓰는 것으로 표현하는 것이 있다.
예
- きゃーーーーーーーーー!!
- らーらーーらー

### 물결줄
스스럼 없는 표현이나 보다 긴 음을 나타내기 위해서, 파형의 장음부를 사용하기도 한다. 이 경우에, 물결줄 「〜」이나 파형의 장음부 「〰」 두개가 사용된다.
예
- 물결줄「わ〜い」
- 파형의 장음부「わ〰〰い」
- 물결표「~いつも~」

### 루프
변형을 행하고, 루프된 형상의 장음이 사용되는 것도 있다.
예
- みんなぁ➰（➰: U+27B0）
- 昔から➿（➿: U+27BF）

### 화살표
화살표를 사용한 「→」나, 기분이나 음조를 더한 「⤴」나 「⤵」가 사용되는 것도 있다.
예
- 화살표「キタ→」
- 상승조 화살표「おめでと⤴」
- 하강조 화살표「おわった⤵」

## 장음부의 가나로의 치환 룰
JIS X 4061 일본어 문자열 조합 순서는, 사전 등에서  분류를 하는 경우에, 문장이 나열 순을 규정한 국가 규격이지만, 이 규격에서는1 장음부를 가나로 하는 경우의 룰로서 직전의 문자의 작게 쓰여진 문자를 보통 크기의 문자로 고치고, 탁음, 반탁음을 제외하고, 장음부를 다음의 문자로 바꿔 넣으라고 하고 있다.
| 앞의 문사            | 장음의 치환 문자 |
| -------------------- | ---------------- |
| あかさたなはまやらわ | あ               |
| いきしちにひみりゐ   | い               |
| うくすつぬふむゆる   | う               |
| えけせてねへめれゑ   | え               |
| おこそとのほもよろを | お               |
| ん                   | ん               |

- 직전의 문자가 장음부인 경우는 바꿔 넣은 후의 문자로 바꿔넣는다.

## 장음부의 역사
장음부는 외국어를 나태내는 것에 사용된 것이 시초가 되어, 에도의 유학자 등도 사용하고 있었지만, 메이지 시대에 일반적이 된. 引く音(늘이는 음)의 「引」 우측 방(旁)에서 취해졌다는 설이 있다.
1900년(메이지 33년), 초등학교령시행규칙에 의해서 초등학교의 교과서에 보비키 가나 표기법을 사용하는 것이 정해졌다. 이것은 한자음이나 감동사의 장음을 「ー」을 사용해서 나타낸다는 것으로, 「校長」를 「こーちょー」, 「ああ」를 「あー」, 「いいえ」를 「いーえ」로 하는 듯한 가나 사용법이였다. 하지만, 1908년(메이지 41년)에 문부성령에서 폐지되었다.

## 장음부에 관련된 모든 사항
- 오십음순: 없음.
- 이로하순: 없음.

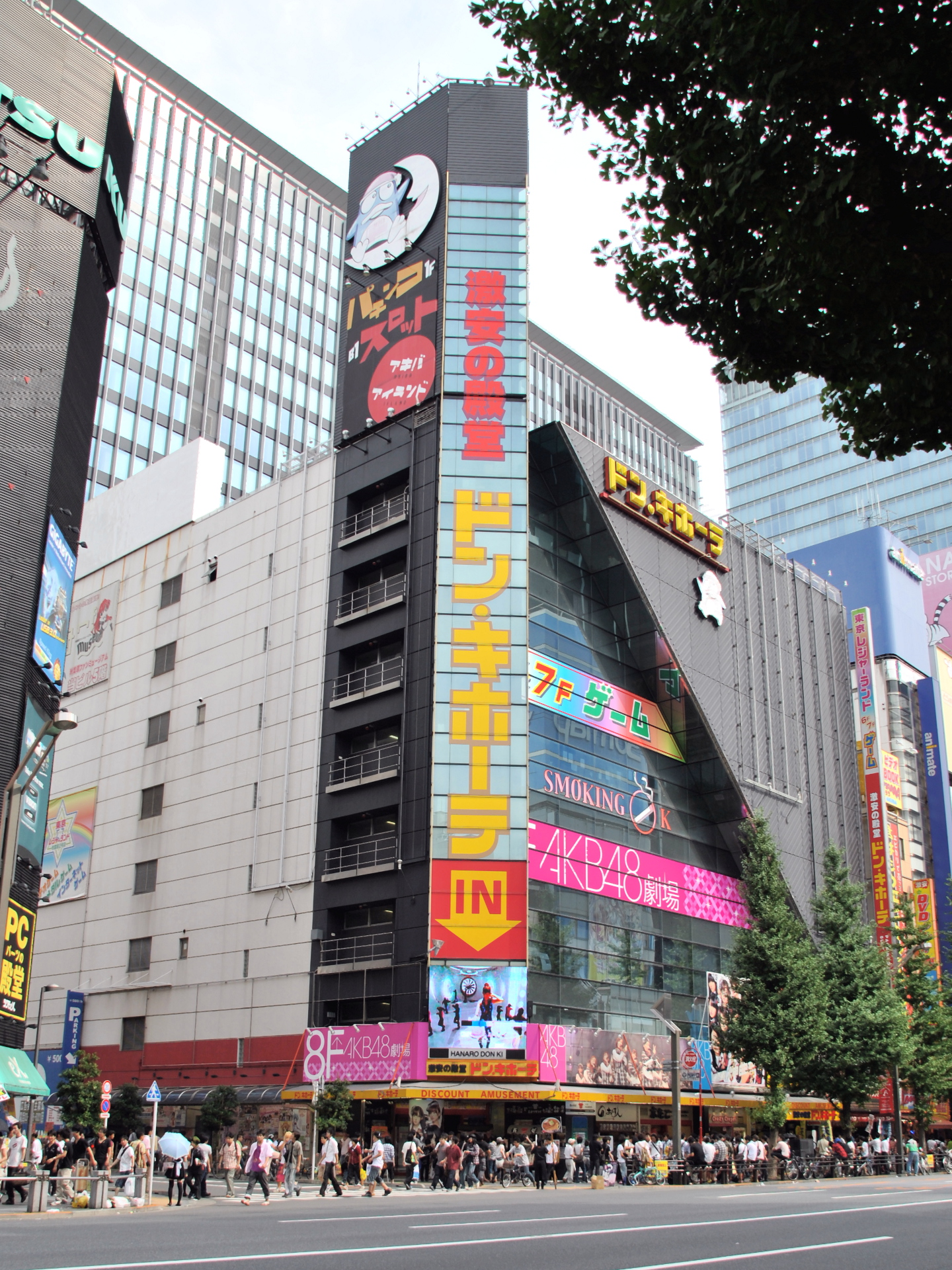
가로쓰기의 장음과 세로쓰기 장음이 모두 사용되고 있는 실례.가운데 세로쓰기 간판과 오른쪽 측면 가로쓰기 간판에서는 돈키호테의 장음 표기가 다르다.

- 가타카나「ー」의 자형: 「引」의 방(세로쓰기)
  - 일본어의 세로쓰기 표기 중 장음을 사용할 때에는 90도 회전시킨 형태로 표기한다(역사적인 경위로 보면 먼저 세로쓰기의 장음표가 성립하고 나중에 이를 90도 회전시킴으로써 가로쓰기의 「ー」가 성립했다).
- 영어 어말의 -er, -or, -ar 등에 해당하는 것은, 원칙으로서 ア행의 장음으로 하고 장음부호 「ー」를 사용해서 써서 나타낸다. 다만, 관용에 의해서 「ー」를 생략할 수가 있다.(1991년(헤이세이 3년) 내각고시 제2호)
- 영어 관습에 영향을 받아서 본래는 장음부를 사용해야만 하는 경우에도 생략해서 표기하는 사례가 종종 보인다(예: 인명 ユーリイ 또는 ユーリー→ユーリ). 또, 반드시 원어의 발음에 충실하지 않는 장음부의 사용법이 관용적으로 정착되어 있는 것도 있다(シュレースヴィヒ→シュレスヴィヒ. スタリングラート→スターリングラード).
- 외국어의 원어에서 장음이 되는 부분에서는 일본어에서도 장음부를 할당하는 것이 원칙이지만, 종종 잘못된 위치에 삽입된다(예: 독일어의 인명 エリーザベト→エリザベート. インペラートル→インペラトール, 다만, 언어에 의해서는 インペラトール가 올바르다).
- 동슬라브어군의 가타카나 전사에서는, 원어 악센트 위치에 장음부를 사용하는 경우가 있다. 하지머, 서슬라브어군에서는 원칙 악센트 위치를 나타내기 때문에 장음부는 사용하지 않는다(예: 러시아어→グローム 및 グロム. 폴란드어→반드시 グロム. 원어발음은 어떤 쪽이라도 같은 グローム).
- 비표준적인 사용의 여러가지 방법의 한 예로서 음악의 가사에서는, 한개의 모라가 2개 이상의 음표에 해당할 때, 2번째 이후의 음표에서 장음부를 붙이는 것이 있다.
- 한숫자의 「一」(壱, いち)는 장음부와 헷갈리기 때문에, 자막 등에서는 종종 루비가 붙는다.

## 장음부의 생략
현재는 정부, 관청, 언론, 교과서 등의 대응은 나눠지고 있다. 법령, 관공청의 공문서, 국회의 의사록 등에서는 장음부를 생략하는 경우가 많고, 일반용의 매스컴이나 교과서 등에서는 장음부를 기재하는 경우가 많지만, 각각 반대의 경우도 섞여있는 경우도 있다. 예로, 항공자위대가 「ヘリコプター」라고 표기한 동일 기종을, 메이커 미쓰비시 중공업이 「ヘリコプタ」로 표기하고 있다.
공학분야에서는, 외래어 마지막의 장음부를 기재하지 않는 관습도 있고, 분야·시기·기업 등에 의해서 대응이 갈라지고, 표기 불안정이 발생하고 있다(예: カテゴリ와 カテゴリー, ユーザ와 ユーザー, プリンタ와 プリンター, コンピュータ와 コンピューター, サーバ와 サーバー, 등).
또, 컴퓨터 업계에서 대응이 거의 둘로 나뉘고, 전통적인 국산 메이커는 장음의 생략이 많지만, IBM이나 인텔 등은 종래에서 장음을 표기하고, HP나 마이크로소프트는 2008년 7월 25일에에 장음의 생략으로부터 장음의 표기로 변경했다.(다만, 「アクセサリ」「カテゴリ」처럼 「イ」행으로 끝나는 단어에서는 장음부는 붙이지 않는다)

## 문자 코드
| 기호 | 유니코드 | JIS X 0213 | 명칭              |
| ---- | -------- | ---------- | ----------------- |
| ー   | U+30FC   | 1-1-28     | 장음기호          |
| ｰ    | U+FF70   | 1-1-28     | 장음기호(반각)    |
| 〜   | U+301C   | 1-1-33     | 물결선            |
| ➰   | U+27B0   |            | CURLY LOOP        |
| ➿   | U+27BF   |            | DOUBLE CURLY LOOP |

### 점자
점자에서는 장음부를 다음과 같이 나타낸다.

### 모스부호
모스부호에서는 장음부를 다음과 같이 나타낸다.
・－－・－

## 같이 보기
- 장음